# Zbigniew Siemienowicz
Zbigniew Siemienowicz (lit. Zbignevas Semenovičius; *  26. September 1958 in Vilnius)  ist ein litauischer Politiker.

## Leben
1975 arbeitete er als Registrator in der 1. Poliklinik Vilnius. Von 1976 bis 1978 leistete er den Sowjetarmeedienst. 1984 absolvierte er das Diplomstudium der Medizin in Hrodno und arbeitete von 1985 bis 1987 in Slonim und danach in Zietela, ab 1996 in Šalčininkai als Chirurg und Direktor im Krankenhaus.
Von 1992 bis 1996 war er Mitglied im Seimas, von 2000 bis 2003 im Rat der Rajongemeinde Šalčininkai
Ab 1988 war er Mitglied der Lietuvos lenkų sąjunga, ab 1996  LLRA.
Er ist verheiratet. Mit Frau Elena hat er den Sohn Radoslavas.